# Peter Tiara

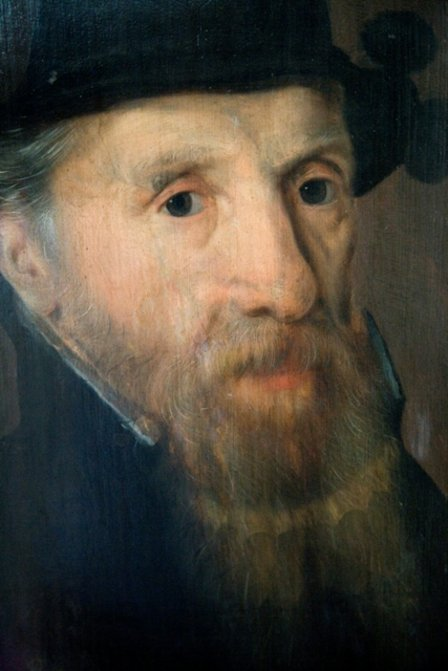
Peter Tiara

Peter Tiara (auch: Petrejus Tiara, Pieter Tjeerts; * 15. Juli 1514 in Workum; † 8. Februar 1586 in Franeker) war ein niederländischer Philologe und Arzt.

## Leben
Aus einem bedeutenden friesischen Geschlecht abstammend, hatte Tiara seine Ausbildung in seiner Geburtsstadt und in Haarlem absolviert, wo er eine hohe Auffassungsgabe zeigte. Nach einem Studium der medizinischen Wissenschaften an der Universität Löwen durchreiste er Deutschland, Frankreich und Italien. In letztem Land erwarb er sich den Doktorgrad der Medizin. Danach wurde er Arzt in Franeker und wirkte er als Dozent der griechischen Sprache in Löwen, wo 1553 Suffridus Petri (1527–1597) zu seinen Schülern zählte. 1555 zog er als Stadtarzt nach Delft und verheiratete sich um jene Zeit mit einer Frau aus Friesland. Um 1559/60 ging als Professor der griechischen und lateinischen Sprache an die Universität Douai.
Da seine Frau aber die französische Sprache nicht verstand, wechselte er 1565 auf ihr Drängen nach Franeker, wo er wieder als Stadtarzt arbeitete und verschiedene Male zum Bürgermeister gewählt wurde. Mit der Gründung der Universität Leiden wurde er am 17. Juli 1575 als Professor der griechischen Sprache dorthin berufen. Er war im Gründungsjahr 1575 und in den Jahren 1577 bis 1579 Rektor der Universität. Mit der Gründung der Universität Franeker wechselte er im März 1585 dorthin. Er starb im folgenden Jahr. Vornehmlich ist er als Übersetzer griechischer Schriftsteller in die lateinische Sprache in Erscheinung getreten.
Tiara war zwei Mal verheiratet. Seine erste Frau war Pietrick Anskes, eine Holzhändlertochter († vor 1554). Seine zweite Frau war Aef Barents († 23. September 1597), welche nach seinem Tod Dr. Jacob Meintes heiratete. Er hatte drei Kinder.

## Schriften
- Platonis Sophistes. Löwen 1533.
- Euripidis Medea. Utrecht 1543.
- Pythagorae, Theognidis et Phocylidis Gnomae; cum vers. editore Joh. Arcerio. Franeker 1589.
- Poemata de nobilitate et disciplia militari vetera Frisiorum. Franeker 1597.